# Август-Роберт Серафім
А́вгуст-Ро́берт Серафі́м (нім. August Robert Seraphim; 20 грудня 1863 — 2 лютого 1924) — німецький історик, освітянин курляндського походження. 
Народився у Мітаві, Росія. Син курляндського правника Фердинанда Серафіма і Гелени Тіллінг. Молодший брат історика Ернста Серафіма. Навчався у приватній Адольфівській школі (1875—1878) і Мітавській гімназії (1878—1882). Випускник філологічного факультету Дерптського університету (1883—1888), спеціаліст з стародавніх мов. Працював викладачем у Адольфівській школі (1888), після чого проходив військову службу добровольцем (1889—1890). Згодом став вчителем приватної Штавенгагенської школи в Мітаві (1890—1893). Переїхав до Німеччини, вивчав історію у Берлінському (1893—1894) і Кенігсберзькому університетах (1894—1895). Отримав звання доктора філософії (1895). Займався науковою роботою (1895—1897). Викладав у Фрідріхській колегії: був асистентом (1899—1900), приват-доцентом з історії (1901—1911), професором з історії Східної Європи і Старої Пруссії (1911—1924). Паралельно працював бібліотекарем у Кенігсберзькій міській бібліотеці (1900-1912); згодом став її директором, а також очолив Кенігсберзький міський архів (1912—1924). Був редактором журналу «Старопрусський щомісячник» (1900—1924). Під час Першої світової війни входив до складу німецької військової адміністрації у звільненій від росіян Мітаві (1915—1918), завідував питаннями шкільної освіти і лютеранської церкви. Член-кореспондент Товариства історії і старожитностей Остзейських провінцій Росії (1897). Автор «Історії герцогства Курляндії» (1904). Помер у Кенігсберзі, Німеччина. Друкувався під іменем Август Серафім.

## Біографія
- 1875—1878: навчання у приватній Адольфівській школі, Мітава[1][2].
- 1878—1882: навчання у Мітавській гімназії[1][2].
- 1883—1888: навчання на філологічному факультеті Дерптського університету[1][2].
- 1888: викладач Адольфівської школи[1][2].
- 1889—1890: військова служба[1][2].
- 1890—1893: викладач Штавенгагенської школи, Мітава[1][2].
- 1893—1894: навчання у Берлінському університеті[1][2].
- 1894—1895: навчання у Кенігсберзькому університеті[1][2].
- 1895: Доктор філософії[1][2].
- 1897: Член-кореспондент Товариства історії і старожитностей Остзейських провінцій Росії[1][2].
- 1899—1900: асистент у Фрідріхській колегії[1][2].
- 1901—1911: приват-доцент з історії у Фрідріхській колегії[1][2].
- 1911—1924: професор з історії Східної Європи і Старої Пруссії у Фрідріхській колегії[1][2].
- 1912—1924: директор Кенігсберзької міської бібліотеки і міського архіву[1][2].
- 1915—1918: завідувач з питань шкільної освіти і церковних питань у німецькій адміністрації в Мітаві[1][2].

## Сімя
- Батько: Фердинанд Серафім (нім. Ferdinand Seraphim)[1][2]
- Матір: Гелена Тілінг (нім. Helene Tiling)[1][2]
- Дружина (з 1900): Софія Тілінг (нім. Sophie Tiling)[1][2].

## Праці

### Книги
- Seraphim, A.; Seraphim, E. Aus Kurlands herzoglicher Zeit Gestalten und Bilder; zwei Fürstengestalten des XVII. Jahrhunderts. Mitau: Behre, 1892.  [Архівовано 25 жовтня 2020 у Wayback Machine.]
- Seraphim, A.  'Des obersten Both anschlag auf Livland (1639) und sein zusammenhang mit der allgemeinen politik der zeit. Ein beitrag zur geschichte kurfürst Georg Wilhelms von Brandenburg. Königsberg: M. Liedtke, 1895.
- Seraphim, A.; Seraphim, E. Geschichte Liv-, Est- und Kurlands von der "Aufsegelung" des Landes bis zur Einverleibung in das russische Reich. Reval: F. Kluge, 1895—1896.
- Seraphim, A. Die Geschichte Des Herzogtums Kurland: 1561—1795. Reval: F. Kluge, 1904.
- Handschriften-katalog der Stadtbibliothek Königsberg i. Pr. Königsberg:, Kommissionsverlag der F. Beyerschen buchhandlung, 1909.
- Seraphim, A. Das zeugenverhör des Franciscus de Moliano (1312). Quellen zur geschichte des Deutschen ordens. Königsberg: Thomas & Opermann, 1912.
- Seraphim, A.; Seraphim, E. Aus vier Jahrhunderten : gesammelte Aufsätze zur baltischen Geschichte. Reval: F. Kluge, 1913.

### Статті
- Seraphim, A. Briefe Otto Hermann v. d. Howen. 1792—93 // Baltische Monatsschrift. Riga, 1899, № 47, S. 437—456.  [Архівовано 6 березня 2021 у Wayback Machine.], ; № 48, S. 437—456.

### Редактура
- Altpreussische Monatsschrift

### Довідники
- Seraphim, August Robert // Deutschbaltisches biographisches Lexikon 1710–1960. Köln-Wien, 1970, S. 726.